# A treia medalie a lui Alfonso al V-lea al Aragonului

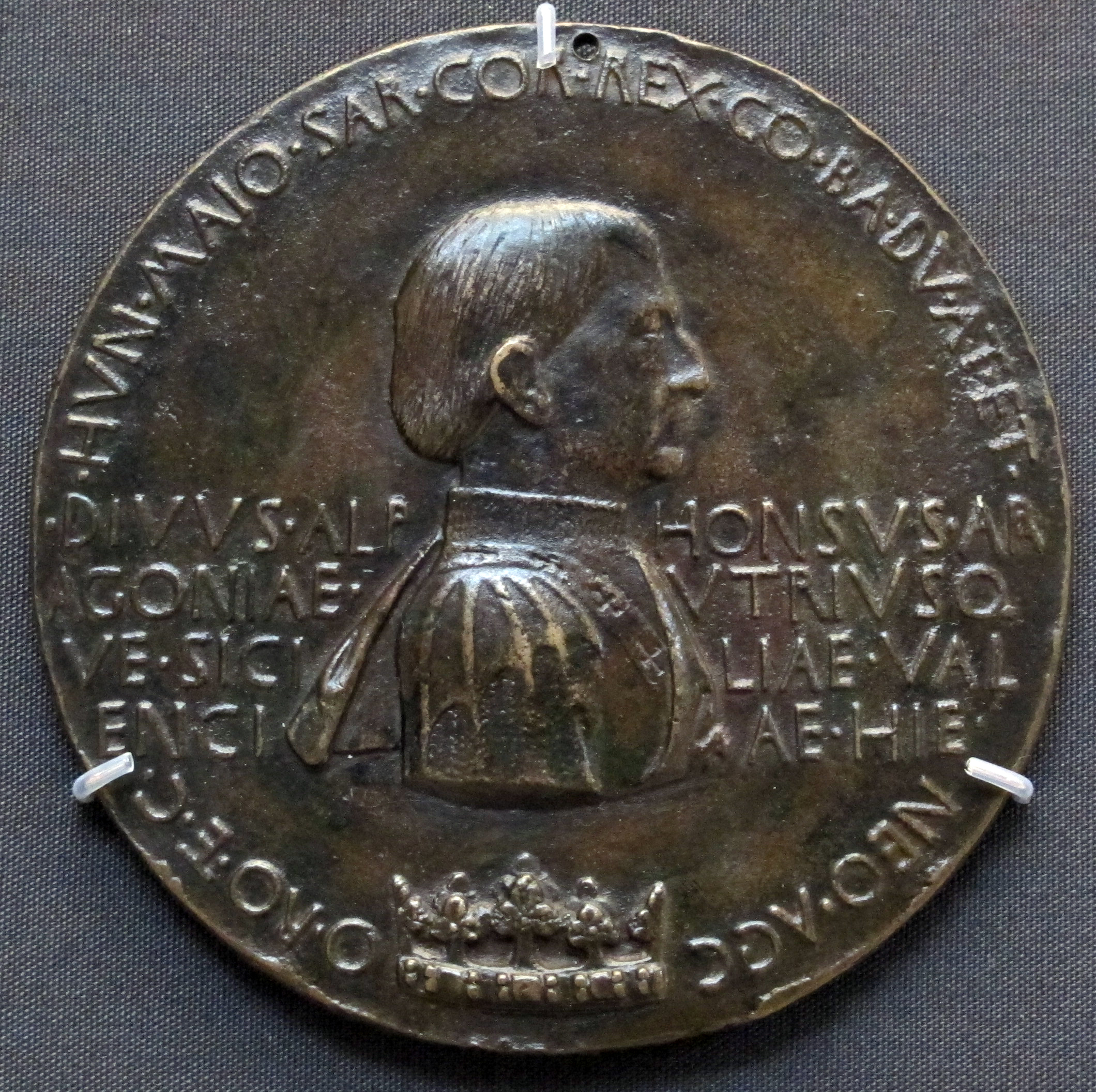
A treia medalie a lui Alfonso al V-lea al Aragonului, avers

A treia medalie a lui Alfonso al V-lea al Aragonului a fost realizată din bronz de către artistul italian Pisanello, în anul 1449 și are diametrul de 10,8 cm.

## Istoric
După ce a creat celebra medalie a lui Ioan al VIII-lea Paleologul (1438), restabilind tradiția așezării unor efigii ale unor persoane în viață, ca și pe monedele romane, Pisanello a fost foarte solicitat de către curțile italiene, creând vreo douăzeci de medalii.
Pisanello a plecat la Neapole în 1449, după cum reiese din milesimul primei medalii a lui Alfonso al V-lea, precum și dintr-un document datat la 14 februarie, în care sunt notate onoruri speciale acordate în cinstea artistului. Pentru Alfonso al V-lea, Pisanello a creat cel puțin trei medalii. Tot aici, a creat o medalie pentru un consilier al lui Alfonso, Inigo d'Avalos. Din aceeași perioadă, au rămas modele pentru alte medalii, precum și o pereche de portrete ale monarhului (peniță pe hârtie), care acum sunt păstrate la Muzeul Luvru din Paris, cu numerele de inventar 2306 și 2481.
Există exemplare din a treia medalie, semnate în partea inferioară.

## Descriere
Lucrarea a fost creată cu intenția clară de celebrare, în mod cinstit fără retorică gratuită, fiind capabilă să sublinieze autoritatea persoanei reprezentate, cu o utilizare restrânsă a elementelor decorative.
Pe aversul medaliei, regele este înfățișat bust, din profil, spre dreapta și deasupra unei coroane. Circular, de-a lungul marginii medaliei, precum și în centru, în rânduri orizontale, de-o parte și de alta a efigiei, se află inscripția în limba latină DIVVUS ALPHONSVS ARGAGONIAE VTRIVSQVE SICILIAE VALENCIAE HIE[rosolimae] HVN[gariae] MAIO[ricarum] SAR[diniae] COR[sicae] REX CO[mes] BA[rcironae] DV[x] AT[henarum] ET NEO[patriae] AC CO[mes] RO[sciglionis] ET C[eritaniae], care listează, în formă abreviată, toate titlurile suveranului („Divinul Alfonso, regele Aragonului, al Valenciei, al Siciliei, al Ierusalimului, al Ungariei, al Mallorcăi, al Sardiniei și al Corsicii, Conte de Barcelona, duce de Atena și Neopatria, Conte de Roussillon și Cerdanya”).
Pe revers, vedem un geniu înaripat pe un car triumfal tras, spre dreapta, de două perechi de cai înhămați, peste un teren bolovănos. În partea de sus, pe patru rânduri, citim inscripția latină FORTITVDO / MEA ET LAVS MEA / DOMINVS ET FACTVS / EST MICHI IN SALVTEMS (Ieșirea, capitolul 15, versetul 2), în română, „Tăria mea și mărirea mea este / Domnul, căci El m-a izbăvit.”

## Articole de citit
- Pisanello
- Prima medalie a lui Alfonso al V-lea al Aragonului
- A doua medalie a lui Alfonso al V-lea al Aragonului